# ألفرد موريس (لاعب كرة قدم أمريكية)
ألفرد موريس (بالإنجليزية: Alfred Morris)‏ هو لاعب كرة قدم أمريكية أمريكي، ولد في 12 ديسمبر 1988 في بينساكولا في الولايات المتحدة.

## وصلات خارجية
- ألفرد موريس على موقع مرجع كرة القدم المحترفة.كوم (الإنجليزية)